# Okres Bratislava I
Bratislava I is een district (Slowaaks: Okres) in de Slowaakse regio Bratislava. Het district bestaat uit het volgende stadsdeel van de stad Bratislava:
- Staré Mesto (de oude stad)

## Bevolking

### Religie
In de okres Bratislava I vormen personen zonder religieuze overtuiging de grootste groep: 19.948 van de 46.080 inwoners had geen religie (oftewel: 43,29% van de totale bevolking). Daarnaast werden er 15.008 leden van het rooms-katholicisme geregistreerd (oftewel: 32,57% - laagste percentage in de regio Bratislava), gevolgd door de Evangelische Kerk van de Augsburgse Confessie in Slowakije (2.341 leden; 5,08%), de Grieks-Katholieke Kerk (458 leden; 0,99%) en de Oosters-orthodoxe kerken (319 leden, oftewel 0,69%). Daarnaast had het district relatief gezien het hoogste aandeel religieuze joden in Slowakije: deze gemeenschap telde 245 leden, oftewel 0,53% van het district. Tot slot werden er ook overige religies geregistreerd, die elk minder dan 0,5% van de bevolking uitmaken.
Districten: Bratislava I · Bratislava II · Bratislava III · Bratislava IV · Bratislava V

Stadsdelen: Čunovo · Devín · Devínska Nová Ves · Dúbravka · Jarovce · Karlova Ves · Lamač · Nové Mesto · Petržalka · Podunajské Biskupice · Rača · Rusovce · Ružinov · Staré Mesto · Vajnory · Vrakuňa · Záhorská Bystrica
Bratislava I · II · III · IV · V · Malacky · Pezinok · Senec